# Torrington (Connecticut)
Torrington is een plaats (city) in de Amerikaanse staat Connecticut, en valt bestuurlijk gezien onder Litchfield County.

## Demografie
Bij de volkstelling in 2000 werd het aantal inwoners vastgesteld op 35.202.
In 2006 is het aantal inwoners door het United States Census Bureau geschat op 35.903, een stijging van 701 (2.0%).

## Geografie
Volgens het United States Census Bureau beslaat de plaats een oppervlakte van
104,6 km², waarvan 103,1 km² land en 1,5 km² water. Torrington ligt op ongeveer 326 m boven zeeniveau.

## Plaatsen in de nabije omgeving
De onderstaande figuur toont nabijgelegen 'incorporated' en 'census-designated' plaatsen in een straal van 24 km rond Torrington.

## Geboren
- John Brown (1800-1859), militante strijder tegen de slavernij in de VS